# Eucera aequata
Eucera aequata là một loài Hymenoptera trong họ Apidae. Loài này được Vachal mô tả khoa học năm 1907.